# Марблс, Дженна
Дже́нна Нико́ль Ма́ури (англ. Jenna Nicole Mourey; 15 сентября 1986), наиболее известная под своим псевдонимом Дже́нна Ма́рблс (англ. Jenna Marbles) — американская эстрадная артистка и YouTube-видеоблогер.

## Ранние годы и образование
Дженна родилась и выросла в Рочестере, штат Нью-Йорк, где она окончила Брайтонскую Среднюю Школу (Brighton High School) в 2004 году. После она переехала в Бостон, где училась в Саффолкском университете (англ. Suffolk University). В Саффолке она получила бакалавра наук в области психологии и позже обучалась в Бостонском университете, где получила степень магистра педагогики в спортивной психологии и консультировании.

## Карьера
Карьера Марблс началась с Barstool Sports, где она создала женский аналог сайта StoolLaLa.

### YouTube
Марблс опубликовала видео в 2010 с названием «Как заставить людей думать, что вы хорошо выглядите» (англ. «How To Trick People Into Thinking You're Good Looking»), которое набрало более 5,3 миллионов просмотров за одну неделю. Её видео «Как избежать разговора с людьми, с которыми вы не хотите разговаривать» (англ. «How To Avoid Talking To People You Don’t Want To Talk To») было упомянуто в статьях The New York Times и ABC News (август 2011), в котором она выразилась: «Я устала от этих парней, которые считают своим долгом жаться своими гениталиями к моему заду, каждый раз когда я прихожу в клуб или в бар».
. К сентябрю 2014 года видео собрало около 34 миллионов просмотров. Она выкладывает новые видео на свой канал каждую среду или четверг. Псевдоним «Jenna Marbles» она взяла, пытаясь скрыть от матери свою деятельность в Интернете, так как часто использовала в своих видео ненормативную лексику. Имя «Marbles» — кличка собаки Дженны, Mr. Marbles. К январю 2017 канал Марблс набрал 16 миллионов подписчиков и более 1,5 миллиарда видео просмотров.
Марблс также принимала участие во втором сезоне Epic Rap Battles of History, эпизоде 13 «Adam vs. Eve» (Адам против Евы) в роли Евы. Она озвучивала банан в шоу «Annoying Orange» (Надоедливый апельсин) в эпизоде Fake n' Bacon, также играла Майли Сайрус в эпизоде YouTube Rewind 2013, вдохновлённом песней «Wrecking Ball».  Также появлялась в YouTube Rewind 2014 в образе танцовщицы.В январе она появилась в четвёртом сезоне Ridiculousness (рус. Нелепость)

### Другая деятельность
Марблс выпустила бренд игрушечных собак с названием Kermie Worm & Mr. Marbles, образы которых взяты с её настоящих собак. Она также выпустила ряд некоторых изделий со своими запоминающимися цитатами, например «What are this?» (рус. Что это?).